# Symbian
Symbian – system operacyjny wraz z dołączonymi do niego bibliotekami, rozwiązaniami interfejsu użytkownika oraz specyfikacjami dla programów narzędziowych wyprodukowanych przez konsorcjum Symbian, w skład którego wchodzili najwięksi producenci telefonów komórkowych (Nokia, Motorola, Siemens, Sony Ericsson). W późniejszych latach w konsorcjum została wyłącznie Nokia. Symbian został stworzony w oparciu o system EPOC, wykorzystywany w PDA firmy Psion PLC.
Ten system operacyjny jest stosowany w wielu rodzajach urządzeń przenośnych, m.in. w telefonach komórkowych (pierwszy raz na telefonie Ericsson R380) i palmtopach.
Aplikacje na platformę Symbian można pisać w wielu językach (głównie C++ i Java), dzięki udostępnianemu na stronie producenta SDK.
Po rezygnacji z Symbiana (wymuszonej przejęciem firmy) akcje Nokii spadły o ponad 70 proc. Ostatnim telefonem używającym systemu Symbian jest Nokia 808 PureView.

## Interfejs użytkownika
Na bazie systemu Symbian powstało kilka platform interfejsu użytkownika, m.in.:
- Series 60 (najpopularniejsza na smartfonach firmy Nokia),

- Series 80 (przeznaczona dla urządzeń typu Communicator),

- Series 90 (przeznaczona dla urządzeń typu MID),

- UIQ (używana głównie w smartfonach firm Motorola i Sony Ericsson).

## Przeglądarka internetowa
Symbian 3 i wersje starsze oparte są na WebKit. Symbian był pierwszą mobilną platformą korzystającą z WebKit (w czerwcu 2005 r.).

## Symbian obecnie
Pomimo tego, że Nokia oficjalnie porzuciła platformę i ograniczyła wsparcie poprzez zablokowanie dla nowej zawartości (od 01.01.2014), a później całkowite zamknięcie Sklepu Nokia, część programistów dalej wspiera ostatnie wersje systemu: Symbian^3/Anna (S60 v5.2, Symbian OS v9.5) oraz Nokia Belle w pierwotnej wersji (S60 v5.3, Symbian OS v101), jak i z dodatkami Feature Pack 1 (S60 v5.4, Symbian OS v101) i Feature Pack 2 (S60 v5.5, Symbian OS v101). Grupa deweloperów zebrana jest głównie wokół witryny All About Symbian i alternatywnych sklepów z oprogramowaniem AppList i SIStore. Pojawiają się nowe aplikacje wykonane przez strony trzecie wspierające serwisy takie jak Instagram (InstaPro for Symbian) czy Facebook (fMobi), jak i aktualizacje już istniejących (np. StarBrowser). Dział Nokii odpowiedzialny za mapy Here dalej wydaje aktualizacje dla aplikacji Mapy Nokia dla Symbiana.
Ze względu na to, że Nokia zakończyła na początku roku 2014 program wydawania podpisów cyfrowych, nowe aplikacje są często niepodpisane. Ich instalacja wymaga złamania zabezpieczeń systemu.